# Isole Beregovye
Le isole Beregovye (in russo Острова Береговые, ostrova Beregovye, in italiano "isole costiere") sono un gruppo di isole russe che fanno parte dell'arcipelago di Severnaja Zemlja e sono bagnate dal mare di Kara.
Amministrativamente fanno parte del distretto di Tajmyr del Territorio di Krasnojarsk, nel Distretto Federale Siberiano.

## Geografia
Le isole sono situate lungo la costa nord-occidentale dell'isola Bolscevica, nello stretto di Šokal'skij (Пролив Шокальского, proliv Šokal'skogo) e nella parte settentrionale della baia Amba (бухта Амба, buchta Amba).
Si tratta di due isole, chiamate semplicemente isola Bol'šoj (grande) e isola Malyj (piccola), distanti circa 1 km l'una dall'altra.
Non hanno rilievi significativi.